# DESY Цойтен

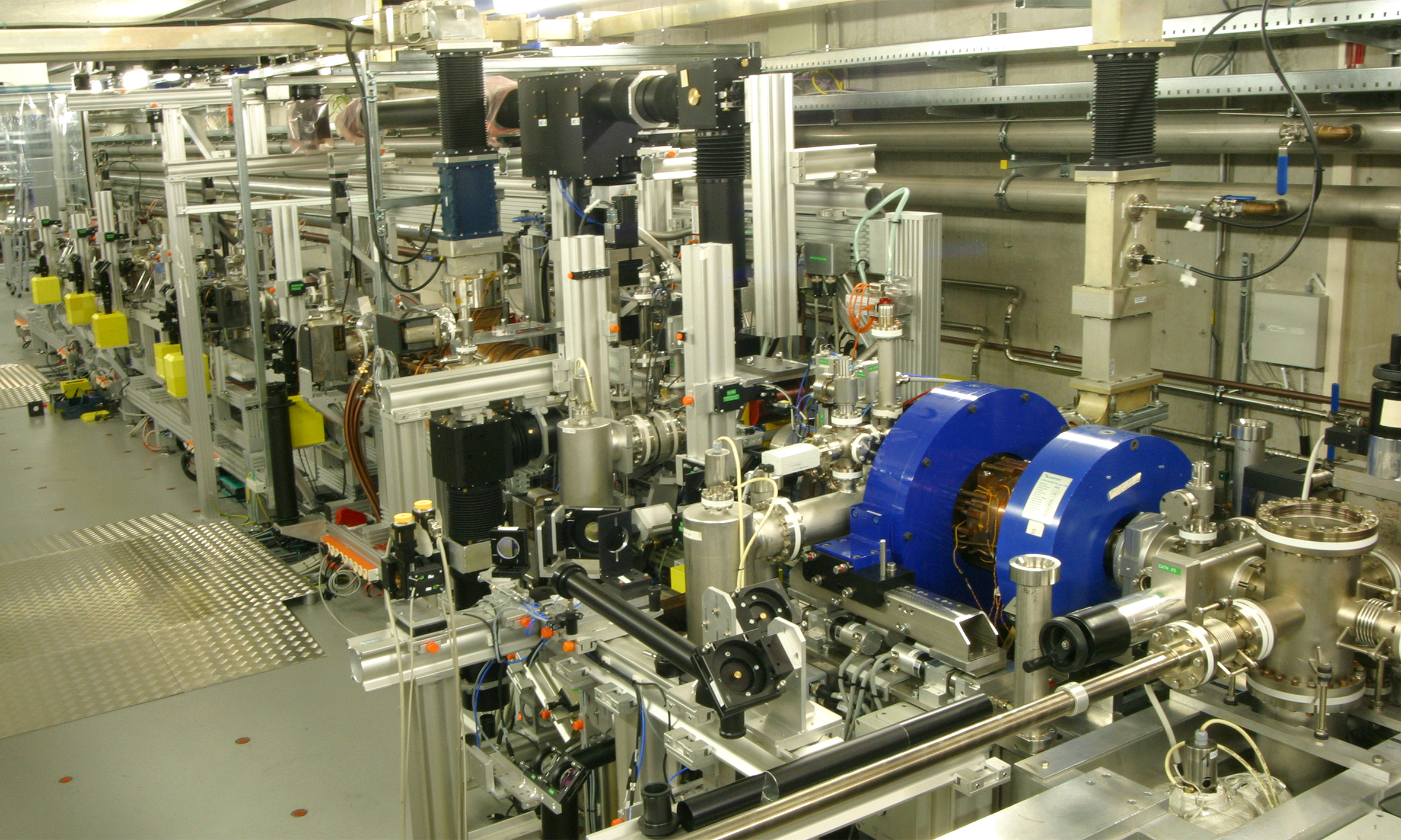
Випробувальний стенд фотоінжекторів PITZ (Photo Injector Test Facility у DESY, місце розташування Цойтен)

DESY Цойтен (нім. DESY Zeuthen) — один з двох майданчиків німецької науково-дослідної організації DESY, розташований в Цойтені на південно-східній околиці Берліна. (Другий, головний майданчик, розташований в Гамбурзі.) Спеціалізується на астрофізичних застосуваннях фізики елементарних частинок.

## Історія
Наукова установа виникла під час Другої світової війни як Інститут ядерної фізики, заснований в Міерсдорфі біля Берліна з ініціативи міністра пошти Вільгельма Онезорге.
Після війни інститут потрапив в радянську окупаційну зону, а потім в НДР. Радянський союз частково демонтував технічне та наукове обладнання інституту, а інститут перепрофілювався на дослідження космічного випромінювання.
Після Другої світової війни робота в галузі прикладної ядерної фізики була заборонена в Німеччині Законом № 25 Контрольної ради союзників. З 1950 року ця заборона була послаблена, і в обох частинах Німеччини знову почалася наукова робота з ядерної фізики. В 1950 році на основі залишків дослідницького центру німецької пошти був заснований Інститут Міерсдорф. Тут відбулися перші в НДР роботи в галузі ядерної фізики. У вересні 1955 року Закон Контрольної ради союзників № 25 було скасовано для НДР, й обмеження на дослідницьку роботу та вивчення ядерної фізики зникли.
У 1956 році Інститут Міерсдорф був перетворений на Інститут ядерної фізики Академії наук НДР Цойтен, а його керівником став Густав Ріхтер. (Сам Міерсдорф був об'єднаний з Цойтеном у спільну громаду в 1957 році.) У цьому інституті продовжив працювати початковий відділ космічного випромінювання, який очолював Карл Ланіус.
Інститут ядерної фізики Академії наук НДР Цойтен у 1962 році був розділений на два незалежні дослідницькі центри: «Спеціальні проблеми теоретичної фізики» (керівник Ріхтер) і фізики високих енергій (керівник Ланіус). Ланіус також створив науковий відділ бульбашкових камер під керівництвом Клауса Гроте для експериментального виявлення елементарних частинок.
У 1968 році попередній Дослідницький центр фізики високих енергій було перетворено на Інститут фізики високих енергій Академії наук НДР (Institut für Hochenergiephysik der DAW). Директор інституту Карл Ланіус тісно співпрацював з Гроте, і на початку 1960-х років вони разом шукали можливостей для міжнародних наукових контактів, співпрацюючи з бульбашковими камерами в CERN в Швейцарії та на електронному синхротроні DESY у ФРН.
Інститут вів пошук нових елементарних частинок, а сам Клаус Гроте зробив багато публікацій про нові властивості елементарних частинок, виявлених за допомогою бульбашкових камер.
Інститут також підтримував університетське навчання та дослідження в галузі ядерної фізики та теорії елементарних частинок. В 1960-і роки Карл Ланіус і Клаус Гроте читали за сумісництвом лекції в Берлінському університеті імені Гумбольдтів, а співробітники університету проводили дослідження й захищали дисертації в інституті.
Інститут фізики високих енергій співпрацював з Центральним інститутом ядерних досліджень у Россендорфі біля Дрездена (тепер Гельмгольц-центр Дрезден-Россендорф і з АЕС Райнсберг на північний захід від Берліна (з 1960 по 1990).
У наступні роки поглиблювалась співпраця Інституту фізики високих енергій з Об'єднаним інститутом ядерних досліджень у Дубні біля Москви, а також з CERN і DESY.
Після возз'єднання Німеччини Інститут фізики високих енергій став частиною DESY 1 січня 1992 року в межах ліквідації Академії наук НДР. Тепер Цойтен є другим майданчиком DESY, нарівні з основним майданчиком у Гамбурзі. Таким чином, DESY Цойтен є частиною Асоціації Гельмгольца та фінансується з державних коштів: 90 % від Федерального міністерства освіти та науки і 10 % від землі Бранденбург.
Рудольф Лейсте очолював інститут з 1988 по 1992 рік, Пауль Зедінг з 1992 по 1998 рік, а Ульріх Генш з 1998 по 2011 рік. У 2011 році директором інституту став Крістіан Штегманн.

## Наукові дослідження
DESY Цойтен проводить дослідження з експериментальної та теоретичної фізики елементарних частинок, фізики астрочастинок і з розробки джерел електронів для прискорювачів частинок. DESY Цойтен включає такі дослідницькі групи: фізика астрочастинок, стенд для випробування фотоінжекторів, група лінійного колайдера, група теорії частинок, група електроніки, група механіки, центр обробки даних, технічна інфраструктура. У галузі фізики астрочастинок DESY Цойтен бере активну участь у кількох міжнародних проєктах з дослідження космічних нейтрино та високоенергетичних гамма-променів.
Цойтенські науковці ведуть спостереження космічних нейтрино з 1988 року. Дослідницька група під керівництвом Крістіана Шпірінга в 1990—1998 роках відіграла ключову роль у будівництві Байкальського підводного нейтринного телескопа. З 1995 року Цойтен бере участь в експерименті AMANDA в Антарктиді. З ініціативи Спірінга Цойтен також працював антарктичним проєктом IceCube, найбільшим нейтринним телескопом високих енергій, будівництво якого було завершено 2010 року.
Цойтен бере активну участь у спостереженнях космічних гамма-променів. За участю DESY було виявлено понад 100 космічних джерел гамма-випромінювання. Зокрема, Цойтен працює над створенням Масиву черенковських телескопів — приладом нового покоління для детектування високоенергетичних космічних гамма-квантів.
Теоретичні дослідження з фізики астрочастинок у Цойтені направлені на розуміння механізмів прискорення космічних променів до високих енергій.
Дослідження, які проводяться у Цойтені з фізики астрочастинок, покликані відкрити нові вікна для дослідження Всесвіту при найвищих енергіях. Основні наукові питання включають походження космічних променів, природу темної матерії та фізику елементарних частинок для раніше недосяжних діапазонів їх параметрів.